# Chicago Plan
Der Chicago Plan war ein Vorschlagsbündel von Ökonomen der Universität Chicago aus dem Jahr 1933, mittels dessen eine Währungsreform inmitten der Weltwirtschaftskrise, der Great Depression, vorbereitet werden sollte. Dem Plan nach sollten Banken dazu gezwungen werden, gegen ihre Einlagen 100 % Reserve bei der Zentralbank zu halten. Ziel war die Abkopplung bankentypischer Kreditgeschäfte von der Möglichkeit der Schaffung und Vernichtung von Geld. Die Banken sollten nicht mehr Geld über Kreditvergabe schöpfen dürfen. Dieser Plan wurde US-Präsident Franklin Roosevelt übergeben, der sich eingehend damit auseinandersetzte, jedoch vehementen Widerstand der Fachwissenschaft und der Banken erfuhr, da die Kreditvergabe eine wesentliche Einkommensquelle war. Der Chicago Plan wurde letztlich nicht umgesetzt.

## Vorgeschichte
Nachdem Herbert Hoover den Glass-Steagall Act im April 1932 durchbrachte, gab es zwei weitere Vorschläge, um die Wirtschaft anzukurbeln. Wright Patman wollte 2,4 Milliarden $ an Veteranen leiten. Und der Goldsborough Bill sah vor, mit Hilfe des Fed das Preisniveau anzuheben. Mitte April antworteten darauf zwölf Wirtschaftswissenschaftler der Universität von Chicago, föderale Ausgaben mittels Defizitfinanzierung zu finanzieren, bis der Goldstandard aufgegeben und die Währung direkt ausgegeben werden könnte. In dem Dokument wurden auch Bedenken über die Rolle von Kredit und Preis Inflexibilität innerhalb der Wirtschaft geäußert.
Eine Gruppe von elf Chicago-Ökonomen unterzeichneten ein Memorandum im Januar 1933, Defizitfinanzierung anzuwenden, um aus der Depression zu entkommen.

## Aufbau
Der sechsseitige Vorschlag vom 16. März 1933 sah vor, das Mindestreserve-System abzuschaffen und ein Vollreserve-System einzuführen. Es sollten bei allen Sichteinlagen eine Vollreserve, also eine Mindestreserve von 100 %, hinterlegt werden müssen.
Zu den unterzeichnenden 40 Personen zählten u. a. Frank Knight, Henry Schultz, Henry Calvert Simons und Paul Howard Douglas. Sie betonten die Notwendigkeit drastischer Maßnahmen in der Banken-, Währungs- und Steuerpolitik.
Daher schlugen sie
1. eine föderale Garantie der Bankguthaben,
2. die Garantie nur als Teil einer drastischen Bankenreform, eine solche Krise auszuschließen, und
3. eine moderate Erhöhung des Preisniveaus vor, nicht über 15 % anzustreben und zu halten.[2]

Zudem sollen die Federal Reserve Banken komplett in das Eigentum übergehen, um die Garantie der Guthaben aller Mitgliedsbanken auszusprechen. Hierbei sollen Federal Reserve Notes als Zahlungsmittel deklariert werden und in jeglichem Umfang bereitgestellt werden.
Die Federal Reserve Banken sollen die übrigen Vermögen der Mitgliedsbanken liquidieren, Schulden zurückzahlen und alle existierenden Banken auflösen, um neue zu gründen, die Bankguthaben nur annehmen, wenn es an eine 100%ige Mindestreserve in gesetzlichem Zahlungsmittel gebunden ist oder Guthaben der Federal Reserve Banken.
Bankguthaben für Investitionen zu sparen, würde über Investment trusts ablaufen. Bestehende Bankinstitute würden weiterhin Darlehens- und Guthabenfunktionen unter Bankenaufsicht der Federal Reserve übernehmen, bis die neuen Institute ihren Platz eingenommen haben würden. Danach sollte die Regierung Schritte unternehmen, das Preisniveau um 15 % zu erhöhen, aber nicht darüber hinaus.
Zum Schluss sollte die freie Prägung von Gold aufgehoben, ein Embargo auf den Gold-Import verhängt, eine Prohibition von privatem Export von Gold eingeführt, alle Goldmünzen im Tausch für Federal Reserve Banknoten eingezogen, eine Aufhebung von Goldklauseln in allen Schuldverträgen durchgeführt und einen substanziellen Goldverkauf und Export seitens der Regierung eingeleitet werden.

## Einfluss
Der Einfluss des Chicago Plans auf den New Deal soll von der weitreichenden Geschichtsschreibung nicht beachtet worden sein. Henry A. Wallace reichte den Brief binnen weniger als einer Woche nach Erscheinen an Franklin D. Roosevelt weiter, verknüpft mit der Hoffnung, dass darüber intensiv nachgedacht würde. Das Vorschlagsbündel soll Roosevelt bereits im Vorfeld des Banking Acts von 1933 bekannt gewesen sein. Unbekannt blieb Roosevelts Einschätzung des Plans, in seine Bedenken soll er gleichwohl eingeflossen sein, dies vor den unglücklichen Versuchen Irving Fishers, Roosevelts Unterstützung für seinen 100% reserve plan zu erhalten.
Ebenfalls eingeflossen ist der Plan in die Legislatur von Senator Bronson Cutting und anderer Progressives.
Als Ende der 1930er Jahre erneut eine Rezession in den USA ausbrach, wurden Inhalte des Chicago Plans in A Program for Monetary Reform erneut aufgegriffen, schafften es aber nicht in die Legislatur.
2012 veröffentlichte der IWF eine Studie, die den Chicago Plan aufgreift. Die Studie, The Chicago Plan Revisited, gibt explizit nicht die Position des IWFs wieder, sondern stellt einen Diskussionsbeitrag einzelner Mitarbeiter des IWF dar. Arbeitspapiere unterliegen aber einer strengen internen Qualitätskontrolle, bevor sie veröffentlicht werden.